# Euantennariaceae
Euantennariaceae is een familie van schimmels uit de klasse Dothideomycetes. De plaatsing van deze familie is onzeker.

## Geslachten
- Capnokyma
- Euantennaria
- Plokamidomyces
- Rasutoria
- Strigopodia
- Trichothallus